# Den obesegrade döden
Den obesegrade döden (originaltitel: Der müde Tod) är en tysk stumfilm från 1921 i regi av Fritz Lang. Den expressionistiska filmen, som har undertiteln "En tysk folkvisa i sex verser", är en romantisk-tragisk berättelse om en ung kvinna som försöker återuppväcka sin älskade från de döda.